# Герб Курінської сотні
Герб Курінської сотні — символ адміністративної одиниці Лубенського полку.
Відомо, що даний герб зображувався на печатці Курінської сотні Лубенського полку у 1760-1770-х роках.